# Комби
Комби је врста транспортног возила у којем је могуће превозити робу или људе. У зависности од типа комбија, он по величини може бити између камиона и аутомобила. Најмањи комбији, микрокомбији, користе се за превоз робе или људи у малим количинама. Мини комби, компактни компактни и вишенаменска возила (енгл. Multi-purpose vehicle - MPV) су мали комбији који се обично користе за превоз људи у малим размерама. Већи комбији са путничким седиштима користе се у институционалне сврхе, попут превоза ученика. Већи комбији са само предњим седиштима се често користе у пословне сврхе, за превоз робе и опреме. Телевизијске станице се користе посебно опремљеним комбијима као покретни студији. Комби се може употребљавати и као средство за пренос канала комуникације приликом телевизијских преноса са лица места или за присмотру, односно посматрање и шпијунажу. Поштанске службе и курирске компаније користе велике комбије за доставу пакета.

## Порекло и употреба речи
Енглески назив за комби, енгл. Van, који означава врсту возила, настао је као контракција речи караван. Најранији записи о комбију као возилу на енглеском потичу из средине 19. века, и односе се на покривени вагон за превоз робе; Најранији забележени запис о томе је из 1829. године. Караван са истим значењем има записе од 1670-их. Караван, што значи један вагон, настао је као продужетак каравана, што се односи на колону више вагона.
Реч van има мало различита, али преклапајућа значења у различитим облицима енглеског језика. Док се ова реч сада свуда примењује на сандучасте теретне комбије, друге примене се налазе у већој или мањој мери у различитим земљама енглеског говорног подручја.

### Аустралија
У аустралијском енглеском, термин van се обично користи да се опише миниван, путнички минибус или аустралијски панелни комби које су производиле компаније као што су Холден и Форд у различитим временским периодима.
Комби пуне величине који се користи у комерцијалне сврхе је такође познат као van у Аустралији; међутим, путничко возило са више од 7 или 8 седишта чешће се назива минибусом.
Коначно, термин van се понекад може користити као алтернатива за оно што Аустралијанци обично називају караваном, што се у САД назива камп-приколицом.
Британски израз људски шпедитер (енгл. people mover) се такође користи у аустралијском енглеском за описивање путничког комбија. Америчка употреба те речи која описује приколицу или полуприколицу са теретним сандуком се ретко користи, ако икада, у Аустралији.

### Индија
У Индији, комби је један од најчешћих начина превоза и често се користи за превоз школске деце до и из школе, обично када су родитељи, посебно запослени родитељи, често превише заузети да дођу по своју децу пред школе или када су школски аутобуси препуни и не могу да приме сву децу. Комбији се такође увелико користе у комерцијалне сврхе и као канцеларијски такси. Неки од популарних комбија су Марути Сузукијев Омни и Марути Сузуки Ико.

### Јапан
Рани јапански комбији укључују Куроган Бејби, Мазда Бонго и Тојота Лајтејс комби. Јапанци су такође произвели многе комбије засноване на америчком моделу равног носа, али и мини комбије који су за америчко тржиште генерално еволуирали у облик са предњим погоном са дугим међуосовинским растојањем. Нисан Прери и Мицубиши Чариот, као и микрованови који испуњавају кеј прописе за аутомобиле, популарни су за мала предузећа. Термин се такође користи за описивање пуноправних каравана (путнички аутомобил са предњом металном плочом, преклопним задњим седиштем, прозорима свуда около), па чак и хечбек са основним пакетом опреме намењеним за комерцијалну употребу. Они се називају „лаки комбији“ (јап. ライトバン), при чему се „светло“ односи на застакљивање, а не на тежину возила.

### Велика Британија
У британском енглеском, реч van се односи на возила која превозе само робу, било на путевима или шинама. Оно што би се на америчком енглеском звало миниван зове се превозник људи или MPV, или вишенаменско возило енгл. multi-purpose vehicle, а већа путничка возила се називају минибус. Телеграф је представио идеју „комбија белца”, типичног човека радничке класе или власника малог предузећа који би имао бели Форд Транзит, Мерцедес-Бенз Спринтер или сличан панелни комби. Данас се израз „човек и комби“ односи на фирме за превоз лаког терета којима обично управља једини власник предузећа који превозе било шта, од садржаја целе куће до само неколико кутија. Реч „комби” се такође односи на железничке вагоне покривене робе, који се у Сједињеним Државама називају „бокскола” (енгл. boxcars).

### Сједињене Државе
У Сједињеним Државама, van се такође може односити на приколицу у облику кутије или полуприколицу која се користи за превоз робе. У овом случају, постоји разлика између „сувог комбија”, који се користи за превоз већине робе, и комбија-хладњача, или хладњача, који се користи за хладну робу. Вагон који се користи за превоз пртљага такође се назива van.
Возило које се у САД назива комбијем пуне величине обично је велико, кутијасто возило које има платформу и погон сличан сродним возилима из категорије лаких камиона. Ови комбији се могу бити у продаји са празним простором иза предњих седишта за превоз робе (теретни комби), или опремљени за превоз путника од стране произвођача (вагон), или друге компаније ради веће личне удобности (конверзиони комби). Комбији пуне величине често имају кратку хаубу, а мотор је смештен испод путничке кабине.
Изрезана шасија комбија је варијација комбија пуне величине развијена за употреву произвођача друге фазе. Таква јединица има предњи крај комбија и команде за возача у кабини која се протеже до тачке иза предњих седишта, где је остатак каросерије комбија одсечен (што доводи до терминологије „урез“). Од те тачке на крми, само шине оквира шасије и ходни део се протежу позади када се јединица испоручује као „некомплетно возило“. Произвођач друге фазе, познатији као бодибилдери, завршавају возило за употребе као што су рекреативна возила, мали школски аутобуси, минибусеви, возила хитне помоћи типа III и камиони за доставу. Велики део урезаних шасија комбија опремљен је двоструким задњим точковима. Произвођачи друге фазе понекад додају и трећу „теретну осовину“ са по једним точком на крајевима за своје веће моделе минибуса.
Термин комби у САД може се односити и на миниван. Миниван се обично одликује мањом величином и погоном на предње точкове, иако су неки опремљени погоном на сва четири точка. Минивани обично нуде превозни капацитет од седам или осам путника и бољу економичност горива од комбија пуне величине, на рачун снаге, товарног простора и капацитета вуче. Миниванови су често опремљени двоструким бочним клизним вратима.

## Примери
Претечом америчких комбија могу се сматрати седан лимузине од 1930-их до касних 1950-их. Прва генерација америчких комбија били су компактни комбији из 1960-их, који су по узору на Фолксваген аутобус. Ова возила заснована на Корверу чак су имитирала дизајн мотора са ваздушним хлађењем постављен позади. Еконолајн прве генерације заснован на Форд Фалкону имао је раван нос, са мотором постављеним између и иза предњих седишта. Доџ А100 је имао сличан распоред и могао је да прими В8 мотор. Шевролет је такође прешао на овај распоред. Комби Форд, Доџ и Корвер су такође произведени као камиони.
Комбији стандардне или пуне величине појавили су се са Фордовом иновацијом померања мотора напред испод кратке хаубе и коришћењем компоненти камионета. Кућиште кокпита мотора се често назива кућицом за псе. Временом су они развили дуже носеве и углађеније облике. Доџ Спортсман је био доступан са продужетком на задњем делу свог модела са дугим међуосовинским растојањем како би се направио комби са 15 путника. Возила су се продавала и као теретни и путнички модели, као и у верзијама шасија за комби возила са пресеком за произвођаче друге фазе за прављење комби возила, амбулантних возила, кампера и других возила. Произвођачи друге фазе такође су модификовали каросерију оригиналног произвођача како би направили прилагођене комбије.
Доџ је прекинуо производњу својих комбија пуне величине током 2003. године и заменио их Доџ Спринтером, који је заснован на економичном европском дизајну. Типичне верзије Спринтера су више од осталих комбија, са аеродинамичнијим профилом напред. Усвојени су првенствено за испоруку и употребу у лаким комби возилима класе Ц.

## Употреба
У урбаним областима Сједињених Држава, комбији пуне величине су коришћени као приградски комбији од 1971. године, када је Доџ представио комби који је могао да превезе до 15 путника. Приградски комбији се користе као алтернатива заједничком превозу и другим аранжманима за дељење вожње.
Многа мобилна предузећа користе комбије за превоз скоро целокупног терета до разних места где раде. На пример, они који долазе у домове или у пословне локације да обаве разне услуге, инсталације или поправке. Комбији се такође користе за превоз људи и њиховог пртљага између хотела и аеродрома, за превоз путника између паркинга и места њиховог рада, и дуж утврђених рута као минибусеви. Комби се такође користе за превоз старијих особа и верника са потешкоћама у кретању до и из црквених служби или за превоз група младих на излете у забавне паркове, пикнике и посете другим црквама. Школе такође користе комби возила да одвозе спортске тимове на интрамуралне игре. Комбији су коришћени за обилазак музичких група за превоз опреме и људи до музичких места широм земље.

### Комби пуне величине
Комби пуне величине је маркетиншки термин који се користи у Северној Америци за комби већи од минивана, који се одликује великим, кутијастим изгледом, кратком хаубом и капацитетом за превоз тешког терета/путника.
Први комби пуне величине био је Форд Еконолајн из 1969. године, који је користио компоненте из Фордових возила Ф-серије. Џенерал Моторс и Доџ Рам Ван би следили овај пример са дизајном са моторима постављеним даље напред, а следеће генерације Еконолајна увеле су дуже хаубе.
Међу моделима 2020 године, комбији пуне величине на америчком тржишту укључују: Мерцедес-Бенз Спринтер, Нисан НВ, Форд Транзит, Рам ПроМастер и Шевролет Екпрес/ГМЦ Савана.

### Степ комби
Још један тип комбија специфичан за Северну Америку је степ комби, назван тако због лакоће са којом се може ући и изаћи. Широко их користе службе доставе, курирске компаније и одељење пакета америчке поштанске службе и поште Канаде, а често се виде како возе са отвореним вратима. Степ комбији имају више кутијастих облика, шире каросерије и више кровове од других комбија и ретко се користе за превоз путника.

### Безбедност при превртању
Комби је виши од типичног путничког аутомобила, што резултира вишим центром гравитације. Суспензије су такође веће да би могле да приме тежину од 15 путника, који сами могу да теже преко једне тоне. У Сједињеним Државама уобичајено је да само путници на предњим седиштима користе своје сигурносне појасеве. Америчка Национална управа за безбедност саобраћаја на аутопутевима (NHTSA) утврдила је да је око четири пута већа вероватноћа да ће путници везани појасом преживети у сударима при превртању.
Безбедност се може побољшати разумевањем јединствених карактеристика комбија са 12 и 15 путника и праћењем смерница развијених за њихове возаче, према Националној администрацији за безбедност саобраћаја на аутопутевима САД (NHTSA). Сажетак ових информација доступан је у документу „Смањење ризика од судара приликом превртања у комбијима са 15 путника“.
Неке компаније за изнајмљивање аутомобила додале су налепнице како би упозориле изнајмљиваче на разлику у управљању у поређењу са стандардним аутомобилима.

### Сигурносна опрема
Многи комерцијални комбији су опремљени баријерама за терет иза предњих седишта (или задњих седишта, ако су уграђена) како би се спречиле повреде изазване неосигураним теретом у случају изненадног успоравања, судара или превртања. Препреке за терет у комбијима су понекад опремљене вратима која омогућавају возачу да прође до товарног простора возила.